# Rhosesmor
Rhosesmor är en by i Flintshire i Wales. Byn är belägen 192,2 km 
från Cardiff. Orten har 559 invånare (2016).